# US Open Series
El US Open Series, és un conjunt de deu torneigs de tennis que es disputen les sis setmanes anteriors al US Open. Dels deu campionats, cinc són del circuit ATP, quatre del WTA i un d'ells és disputat tant per homes com per dones. Aquesta temporada de tennis finalitza amb la disputa del US Open la setena setmana i sovint es parla d'ella com la temporada de pista dura nord-americana.
Aquest minicircuit va ser creat el 2004 per tal d'atraure més atenció cap als torneigs americans, aconseguint que més gent els veiés per televisió. Abans del 2004, la majoria de torneigs nord-americans no es retransmetien per televisió, excepte els de l'ATP World Tour Masters 1000.
Els tennistes guanyen punts d'acord amb els resultats que obtenen als diferents torneigs. Es fa una classificació dels jugadors segons els punts aconseguits durant els campionats, i els tres tennistes masculins millor classificats i les tres tennistes millor classificades reben un bonus econòmic segons el seu resultat final al US Open. Si el jugador guanya el US Open Series i el US Open, obté un bonus d'un milió de dòlars, si queda segon al US Open, el bonus és de mig milió, si acaba semifinalista, el bonus és de dos-cents cinquanta mil dòlars; de manera que el bonus augmenta com més lluny s'arriba al US Open. El bonus màxim que es pot obtenir quedant segon al US Open Series és de mig milió de dòlars, i si es queda en tercera posició el màxim que es podria aconseguir seria un bonus de dos-cents cinquanta mil dòlars.
El 2005, Kim Clijsters va guanyar el US Open després d'haver guanyat el US Open Series, obtenint un total de 2,2 milions de dòlars, dels quals 1,1 eren del premi per guanyar el Grand Slam i la resta eren del bonus. Clijsters es va convertir en la tennista tant masculina com femenina que més diners havia guanyat en un sol torneig. El 2007, Roger Federer va repetir la gesta aconseguida per Clijsters, i va guanyar un total de 2,4 milions de dòlars, superant la xifra aconseguida per Clijsters, dels quals 1,4 eren del premi per guanyar el US Open i la resta provenia del bonus.

## Torneigs del US Open Series 2012
| Llegenda                                    |
| ATP World Tour Masters 1000 i WTA Premier 5 |
| ATP World Tour 500 & 250 i WTA Premier      |

| Setmana | Torneigs Masculins                 | Torneigs Femenins                  |
| ------- | ---------------------------------- | ---------------------------------- |
| 1       | -                                  | Stanford Bank of the West Classic  |
| 2       | Atlanta BB&T Atlanta Open          | Carlsbad Mercury Insurance Open    |
| 3       | Los Angeles Farmers Classic        | -                                  |
| 4       | Washington Citi Open               | Washington Citi Open               |
| 5       | Montreal Rogers Cup                | Toronto Rogers Cup                 |
| 6       | Cincinnati Western & Southern Open | Cincinnati Western & Southern Open |
| 7       | Winston-Salem Winston-Salem Open   | New Haven New Haven Open at Yale   |

## Distribució de punts del US Open Series 2012
| Ronda            | ATP Masters 1000/WTA Premier 5 | ATP World Tour 500 & 250/WTA Premier |
| ---------------- | ------------------------------ | ------------------------------------ |
| Campió           | 100                            | 70                                   |
| Finalista        | 70                             | 45                                   |
| Semifinals       | 45                             | 25                                   |
| Quarts de final  | 25                             | 15                                   |
| Vuitens de final | 15                             | 0                                    |

## Distribució dels bonus del US Open Series 2012
| Resultat al US Open | US Open Series     | US Open Series    | US Open Series     |
| Resultat al US Open | Primer Classificat | Segon Classificat | Tercer Classificat |
| ------------------- | ------------------ | ----------------- | ------------------ |
| Campió              | 1.000.000 US$      | 500.000 US$       | 250.000 US$        |
| Finalista           | 500.000 US$        | 250.000 US$       | 125.000 US$        |
| Semifinals          | 250.000 US$        | 125.000 US$       | 62.500 US$         |
| Quarts de final     | 125.000 US$        | 62.500 US$        | 31.250 US$         |
| Quarta Ronda        | 70.000 US$         | 35.000 US$        | 17.500 US$         |
| Tercera Ronda       | 40.000 US$         | 20.000 US$        | 10.000 US$         |
| Segona Ronda        | 25.000 US$         | 12.500 US$        | 6.250 US$          |
| Primera Ronda       | 15.000 US$         | 7.500 US$         | 3.750 US$          |

## Guanyadors dels torneigs del US Open Series

### Masculí
| Any  | Los Angeles     | Indianapolis/Atlanta | Washington      | Montreal/Toronto | Cincinnati    | New Haven/Winston-Salem |
| ---- | --------------- | -------------------- | --------------- | ---------------- | ------------- | ----------------------- |
| 2004 | Haas (1/2)      | Roddick (1/5)        | Hewitt          | Federer (1/7)    | Agassi (1/2)  | No disputat             |
| 2005 | Agassi (2/2)    | Ginepri (1/2)        | Roddick (2/5)   | Nadal (1/2)      | Federer (2/7) | Blake (1/3)             |
| 2006 | Haas (2/2)      | Blake (2/3)          | Clément         | Federer (3/7)    | Roddick (3/5) | Davidenko               |
| 2007 | Štěpánek (1/2)  | Tursúnov             | Roddick (4/5)   | Djokovic (1/3)   | Federer (4/7) | Blake (3/3)             |
| 2008 | Del Potro (1/3) | Simon                | Del Potro (2/3) | Nadal (2/2)      | Murray (1/4)  | Čilić                   |
| 2009 | Querrey (1/3)   | Ginepri (2/2)        | Del Potro (3/3) | Murray (2/4)     | Federer (5/7) | Verdasco                |
| 2010 | Querrey (2/3)   | Fish (1/2)           | Nalbandian      | Murray (3/4)     | Federer (6/7) | Stakhovski              |
| 2011 | Gulbis          | Fish (2/2)           | Štěpánek (2/2)  | Djokovic (2/3)   | Murray (4/4)  | Isner (1/2)             |
| 2012 | Querrey (3/3)   | Roddick (5/5)        | Dolhopòlov      | Djokovic (3/3)   | Federer (7/7) | Isner (2/2)             |

### Femení
| Any  | Stanford          | San Diego        | Los Angeles      | Cincinnati                          | Montreal/Toronto  | New Haven        |
| ---- | ----------------- | ---------------- | ---------------- | ----------------------------------- | ----------------- | ---------------- |
| 2004 | Davenport (1/4)   | Davenport (2/4)  | Davenport (3/4)  | No formava part de l'US Open Series | Mauresmo          | Bovina           |
| 2005 | Clijsters (1/5)   | Pierce           | Clijsters (2/5)  | No formava part de l'US Open Series | Clijsters (3/5)   | Davenport (4/4)  |
| 2006 | Clijsters (4/5)   | Xaràpova (1/3)   | Deméntieva (1/2) | No formava part de l'US Open Series | Ivanović (1/2)    | Henin (1/2)      |
| 2007 | Txakvetadze       | Xaràpova (2/3)   | Ivanović (2/2)   | No formava part de l'US Open Series | Henin (2/2)       | Kuznetsova (1/2) |
| 2008 | Wozniak           | No disputat      | Safina (1/2)     | No formava part de l'US Open Series | Safina (2/2)      | Wozniacki (1/5)  |
| 2009 | Bartoli           | No disputat      | Pennetta         | Janković                            | Deméntieva (2/2)  | Wozniacki (2/5)  |
| 2010 | Azàrenka          | Kuznetsova (2/2) | No disputat      | Clijsters (5/5)                     | Wozniacki (3/54)  | Wozniacki (4/5)  |
| 2011 | S. Williams (1/3) | Radwańska        | ↓ Washington ↓   | Xaràpova (3/3)                      | S. Williams (2/3) | Wozniacki (5/5)  |
| 2012 | S. Williams (3/3) | Cibulková        | Rybáriková       | Li                                  | Kvitová (1/2)     | Kvitová (2/2)    |

## Classificacions passades i resultat al US Open
| Llegenda dels resultats al US Open | Llegenda dels resultats al US Open  | Llegenda dels resultats al US Open | Llegenda dels resultats al US Open              |
| ---------------------------------- | ----------------------------------- | ---------------------------------- | ----------------------------------------------- |
| A                                  | no va participar en el torneig      | #R                                 | va ser eliminat en una de les 4 primeres rondes |
| QF                                 | va ser eliminat als quarts de final | SF                                 | va ser eliminat a les semifinals                |
| F                                  | va ser eliminat a la final          | G                                  | va guanyar el campionat                         |

| Any  | Jugador (ATP Tour)       | Points | Result | Player (WTA Tour)       | Punts | Resultat |
| ---- | ------------------------ | ------ | ------ | ----------------------- | ----- | -------- |
| 2004 | 1. Lleyton Hewitt¹       | 155    | F      | 1. Lindsay Davenport¹   | 100   | SF       |
| 2004 | 2. Andy Roddick          | 155    | QF     | 2. Amélie Mauresmo      | 100   | QF       |
| 2004 | 3. Andre Agassi          | 123    | QF     | 3. Elena Likhovtseva    | 70    | 1R       |
| 2005 | 1. Andy Roddick          | 120    | 1R     | 1. Kim Clijsters        | 225   | G        |
| 2005 | 2. Andre Agassi          | 105    | F      | 2. Mary Pierce          | 100   | F        |
| 2005 | 3. Rafael Nadal²         | 100    | 3R     | 3. Amélie Mauresmo      | 80    | QF       |
| 2006 | 1. Andy Roddick          | 147    | F      | 1. Ana Ivanović         | 127   | 3R       |
| 2006 | 2. Fernando González     | 124    | 3R     | 2. Maria Xaràpova       | 122   | G        |
| 2006 | 3. Andy Murray           | 105    | 4R     | 3. Kim Clijsters        | 120   | A        |
| 2007 | 1. Roger Federer         | 170    | G      | 1. Maria Xaràpova       | 122   | 3R       |
| 2007 | 2. James Blake           | 167    | 4R     | 2. Jelena Janković      | 107   | QF       |
| 2007 | 3. Andy Roddick          | 112    | QF     | 3. Patty Schnyder3      | 97    | 3R       |
| 2008 | 1. Rafael Nadal4         | 145    | SF     | 1. Dinara Safina        | 170   | SF       |
| 2008 | 2. Andy Murray           | 145    | F      | 2. Marion Bartoli       | 90    | 4R       |
| 2008 | 3. Juan Martín del Potro | 140    | QF     | 3. Dominika Cibulková   | 85    | 3R       |
| 2009 | 1. Sam Querrey           | 175    | 3R     | 1. Ielena Deméntieva    | 170   | 2R       |
| 2009 | 2. Andy Murray           | 145    | 4R     | 2. Flavia Pennetta⁵     | 140   | QF       |
| 2009 | 3. Juan Martín del Potro | 140    | G      | 3. Jelena Janković      | 140   | 2R       |
| 2010 | 1. Andy Murray⁶          | 170    | 3R     | 1. Caroline Wozniacki   | 185   | SF       |
| 2010 | 2. Roger Federer         | 170    | SF     | 2. Kim Clijsters        | 125   | G        |
| 2010 | 3. Mardy Fish            | 140    | 4R     | 3. Svetlana Kuznetsova7 | 115   | 4R       |
| 2011 | 1. Mardy Fish            | 230    | 4R     | 1. Serena Williams      | 170   | F        |
| 2011 | 2. Novak Djokovic        | 170    | G      | 2. Agnieszka Radwańska8 | 130   | 2R       |
| 2011 | 3. John Isner            | 140    | QF     | 3. Maria Xaràpova       | 130   | 3R       |
| 2012 | 1. Novak Djokovic        | 170    | F      | 1. Petra Kvitová        | 215   | 4R       |
| 2012 | 2. John Isner            | 140    | 3R     | 2. Li Na                | 170   | 3R       |
| 2012 | 3. Sam Querrey           | 135    | 3R     | 3. Dominika Cibulková   | 100   | 3R       |

- 1 - Hewitt i Davenport van finalitzar el US Open Series de 2004 en primera posició perquè havien guanyat més partits.
- 2 - Nadal va finalitzar tercer el 2005, per davant de Federer, perquè va guanyar més partits.
- 3 - Schnyder va finalitzar tercer el 2007 perquè Justine Henin (qui va aconseguir més de 100 punts per guanyar a Toronto) només va jugar un torneig i, per tant, no era elegible per les tres primeres posicions.
- 4 - Nadal va guanyar el US Open Series 2008 per davant de Murray perquè el va vèncer a la final de Toronto, Canadà.
- 5 - Pennetta va finalitzar segona el 2009 perquè havia guanyat més partits dels torneigs del US Open Series.
- 6 - Murray va guanyar el 2010 per davant de Federer perquè el va vèncer a Toronto.
- 7 - Kuznetsova va finalitzar tercera el 2010, per davant d'Azàrenka i Xaràpova, perquè va guanyar més jocs en els torneigs del US Open Series (les tres havien guanyat 9 partits i 19 sets).
- 8 - Radwańska va finalitzar segona el 2011 perquè havia guanyat més partits dels torneigs del US Open Series.

## Rècords
Més punts guanyats
Masculí: Mardy Fish, 230 punts el 2011.
Femení: Kim Clijsters, 225 punts el 2005.
Més vegades primer classificat al US Open Series
Andy Roddick, 2 (2005 i 2006).
Més vegades classificat Top 3 al US Open Series
Andy Roddick, 4 (2004-2, 2005-1, 2006-1 i 2007-3) i Andy Murray, 4 (2006-3, 2008-2, 2009-2 i 2010-1).
Més torneigs guanyats del US Open Series
Masculí: Roger Federer, 7
Femení: Kim Clijsters i Caroline Wozniacki, 5
Nació amb més torneigs guanyats del US Open Series
Estats Units, 26 torneigs guanyats (Masculí: 19 i Femení: 7).
Masculí: Estats Units, 19 torneigs guanyats.
Femení: Rússia, 11 torneigs guanyats.